# Steffen Tölzer
Steffen Tölzer (* 12. Juni 1985 in Zittau, DDR) ist ein deutscher Eishockeyspieler, der zuletzt bis zum Ende der Saison 2023/24 bei den Starbulls Rosenheim aus der DEL2 unter Vertrag gestanden und dort auf der Position des Verteidigers gespielt hat. Zuvor war Tölzer unter anderem insgesamt 18 Spielzeiten lang für die Augsburger Panther in der Deutschen Eishockey Liga (DEL) aktiv, davon sechs Jahre als Mannschaftskapitän.

## Karriere
Tölzer begann seine Karriere in den Nachwuchsmannschaften des ESV Pinguine Königsbrunn, ehe er im Sommer 1999 zur Schülermannschaft des benachbarten Augsburger EV wechselte. Nachdem er für die Juniorenmannschaft Augsburger Jungpanther gespielt hatte, lief der Verteidiger in der Saison 2003/04 auch erstmals für die Profis, die Augsburger Panther, in der Deutschen Eishockey Liga (DEL) auf. In den folgenden Jahren pendelte Tölzer zwischen den Panthern und den Kooperationspartnern EC Peiting und EV Landsberg 2000 aus der drittklassigen Oberliga. Mit dem EV Landsberg gelang im Frühjahr 2006 der Aufstieg aus der Oberliga in die 2. Bundesliga.
Ab der Saison 2006/07 stand der robuste Abwehrspieler regelmäßig für die Augsburger Panther in der DEL auf dem Eis. In den DEL-Playoffs der Spielzeit 2009/10 wurde er mit seiner Mannschaft deutscher Vizemeister. Im Januar 2013 absolvierte er sein 400. DEL-Spiel für den Klub. In der Saison 2014/15 wurde er Mannschaftskapitän der Panther ernannt, nachdem er zuvor seit 2008 einer der Assistenten gewesen war. Das Amt legte Tölzer im März 2020 aufgrund einer privaten Auseinandersetzung im Rahmen des Münchner Oktoberfestes im September 2019 nieder. Tölzer war nach einem privaten Ausflug auf das Oktoberfest in eine zunächst verbale und anschließend tätliche Auseinandersetzung geraten, in der er einen Mann verletzt hatte. Als Folge wurde ein Strafbefehl gegen Tölzer erlassen.
Nach der Saison 2020/21 verließ Tölzer als Rekordspieler der Panther mit 770 DEL-Einsätzen den Klub. Insgesamt erreichte Tölzer mit den Augsburgern sechsmal die Playoffs. Seine Trikotnummer 13 wurde von den Panthern gesperrt. Im Juni 2021 erhielt der Defensivspieler einen Vertrag bei den Starbulls Rosenheim aus der Oberliga. In der Spielzeit 2022/23 gewann er die Meisterschaft mit Rosenheim, die gleichbedeutend mit dem Aufstieg in die DEL2 war. Trotz des Erfolgs verließ er Rosenheim und wechselte zum DEL2-Absteiger EHC Bayreuth. Nachdem der Oberligist im Januar 2024 einen Insolvenzantrag gestellt hatte, gehörte Tölzer zu den wenigen Spielern, die den Verein umgehend verließen. Er kehrte daher noch im Verlauf des Spieljahres 2023/24 zu den Starbulls zurück. Dort war er bis zum Saisonende aktiv, bevor ein abermaliger Wechsel in die Süd-Staffel der Oberliga zum EV Lindau erfolgte.

### International
Für die deutsche Nationalmannschaft bestritt Steffen Tölzer zwischen 2006 und 2009 insgesamt zwölf Spiele. Außerdem nahm er mit der U20-Nationalmannschaft an der Junioren-Weltmeisterschaft 2005 teil, die die Mannschaft auf dem neunten Rang abschloss. In sechs Turnierspielen blieb der Abwehrspieler ebenso punktlos wie drei Jahre zuvor bei der World U-17 Hockey Challenge 2002.

## Erfolge und Auszeichnungen
- 2006 Oberliga-Meister und Aufstieg in die 2. Bundesliga mit dem EV Landsberg 2000
- 2010 Deutscher Vizemeister mit den Augsburger Panthern
- 2021 Sperrung der Trikotnummer 13 durch die Augsburger Panther
- 2023 Oberliga-Meister und Aufstieg in die DEL2 mit den Starbulls Rosenheim

## Karrierestatistik
Stand: Ende der Saison 2023/24

### International
Vertrat Deutschland bei:
- World U-17 Hockey Challenge 2002
- U20-Junioren-Weltmeisterschaft 2005

(Legende zur Spielerstatistik: Sp oder GP = absolvierte Spiele; T oder G = erzielte Tore; V oder A = erzielte Assists; Pkt oder Pts = erzielte Scorerpunkte; SM oder PIM = erhaltene Strafminuten; +/− = Plus/Minus-Bilanz; PP = erzielte Überzahltore; SH = erzielte Unterzahltore; GW = erzielte Siegtore; 1 Play-downs/Relegation; Kursiv: Statistik nicht vollständig)